# No Surrender 2007
No Surrender 2007 è stata la terza edizione del pay-per-view prodotto dalla Total Nonstop Action Wrestling (TNA). L'evento ha avuto luogo il 9 settembre 2007 presso l'Impact Zone di Orlando in Florida.

## Risultati
| # | Match | Stipulazioni | Durata |
| - | --- | --- | ------ |
| 1 | Team Pacman (Pacman Jones e Ron Killings) hanno sconfitto Kurt Angle e Sting (c) | Tag team match per il titolo TNA World Tag Team Championship                                                              | 05:56  |
| 2 | Rhino ha sconfitto James Storm (con Jackie Moore) | Single match | 09:23  |
| 3 | Robert Roode (con Ms. Brooks) ha sconfitto Kaz | Single match | 13:47  |
| 4 | Jay Lethal ha sconfitto Kurt Angle (c) | Single match per il titolo TNA X Division Championship                                                                    | 12:19  |
| 5 | Chris Harris ha sconfitto Black Reign | No Disqualification match                                                                                                 | 05:14  |
| 6 | A.J. Styles e Tomko hanno sconfitto The Voodoo Kin Mafia (B.G. James e Kip James), The Latin American Exchange (Hernandez e Homicide), Team 3D (Brother Ray e Brother Devon), The Motor City Machine Guns (Alex Shelley e Chris Sabin), Triple X (Christopher Daniels e Senshi), Sonjay Dutt e Petey Williams, Serotonin (Raven e Havok), Eric Young e Shark Boy e Rock 'n Rave Infection (Lance Hoyt e Jimmy Rave) | Ten-team tag team gauntlet match per un incontro titolato per il titolo TNA World Tag Team Championship a Bound for Glory | 25:40  |
| 7 | Christian Cage ha sconfitto Samoa Joe per squalifica | Single match | 15:59  |
| 8 | Kurt Angle (c) ha sconfitto Abyss | Single match per il titolo TNA World Heavyweight Championship                                                             | 19:24  |
|   | (c) = campione in carica al momento dell'inizio del match. | |        |